# Heidi Brühl

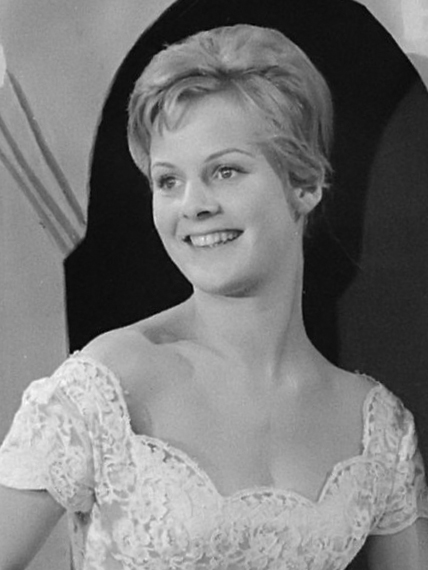
Heidi Brühl (1959)

Heidi Rosemarie Brühl (* 30. Januar 1942 in München; † 8. Juni 1991 in Starnberg) war eine deutsche Schlagersängerin, Schauspielerin, Hörspiel- und Synchronsprecherin.

## Karriere in Deutschland

### Schauspielerin
Bereits als Fünfjährige nahm Heidi Brühl Tanzunterricht. Der Produzent und Regisseur Harald Braun erkannte ihr Talent und gab ihr eine kleine Rolle in dem 1954 erschienenen Film Der letzte Sommer als kleine Schwester der Hauptdarstellerin, gespielt von Liselotte Pulver.
Populär machten sie in Deutschland die Immenhof-Filme. Darin spielte sie die Figur der jungen und lebenslustigen „Dalli“ und sang im Film mit den Kindern aus Malente (in der Holsteinischen Schweiz zwischen Lübeck und Kiel gelegen) das Ponylied (eigentlich gesungen von den Schöneberger Sängerknaben). Die drei Filme Die Mädels vom Immenhof (1955), Hochzeit auf Immenhof (1956) und Ferien auf Immenhof (1957) wurden kommerzielle Erfolge. Danach beschloss Brühl, eine Ausbildung zu absolvieren. Sie studierte fünf Jahre Gesang, Tanz, nahm Schauspielunterricht und ließ sich in Englisch und Französisch ausbilden. In Die Zwillinge vom Immenhof (1973) und Frühling auf Immenhof (1974) verkörperte sie erneut die nun zur Immenhof-Eigentümerin aufgerückte Figur „Dalli“. Ihr Partner war Horst Janson.
Zu ihren letzten Filmrollen gehörten Auftritte in den deutschen Fernsehserien Ein Fall für zwei, Praxis Bülowbogen (beide 1987) sowie Zwei Schlitzohren in Antalya (ausgestrahlt 1991). 1991 sollte Brühl bei den Berliner Jedermann-Festspielen die Rolle der Buhlschaft übernehmen, sie konnte jedoch nur noch an den ersten Proben teilnehmen.

### Sängerin
1959 schickte Brühls Vater ein Demoband seiner Tochter zum Plattenlabel Philips, die nach weiteren Probeaufnahmen einen Plattenvertrag mit ihr abschloss. Zuerst wurde sie zusammen mit Corina Corten als die „Dolly Sisters“ vermarktet. Bereits im August 1959 kam Brühls erste Soloplatte Chico Chico Charlie in die deutschen Hitparaden, wo sie bis zum fünften Platz aufstieg. Bis 1967 konnte sie zwölf weitere Titel in den deutschen Hitlisten platzieren.
Den größten Erfolg erreichte Brühl mit dem Titel Wir wollen niemals auseinandergehn von Michael Jary mit einem Text von Bruno Balz und Gloria de Vos – ehemalige Ehefrau und Assistentin des Zauberkünstlers Kalanag. Mit diesem Lied trat sie in der Schlagerparade, der deutschen Vorentscheidung zum Grand Prix Eurovision 1960 an, landete aber hinter Wyn Hoop nur auf Platz zwei. Beim Grand Prix Eurovision 1963 vertrat sie Deutschland und belegte mit dem Titel Marcel von Charly Niessen Platz neun.
In der Folgezeit widmete sie sich dem Musical. Sie spielte und sang vor allem in Annie Get Your Gun von Irving Berlin. In den 1980er Jahren gründete sie einen eigenen Musikverlag und wurde auch als Produzentin tätig. Ein viel beachtetes Comeback als Sängerin feierte Brühl, als sie 1981 und 1982 zwei Singles in englischer Sprache im Discomusik-Stil veröffentlichte (You Are A Part Of My Heart und No Ties No Tears), mit denen sie in der renommierten Fernseh-Musiksendung Musikladen auftrat.

### Hörspiel- und Synchronsprecherin
1959 war sie in Paul Temple und der Conrad-Fall von Francis Durbridge zu hören – dem einzigen Paul-Temple-Hörspiel, das vom BR produziert wurde.
Ihre Stimme ist ebenfalls in den Filmen Die unendliche Geschichte aus dem Jahre 1984 als Südliches Orakel und als deutsche Synchronisation von Kirstie Alley in Kuck mal, wer da spricht 2 von 1990 zu hören.

## Karriere international
Kurz vor ihrem 21. Geburtstag starb Brühls Vater, der bis dahin ihr Manager gewesen war. Sie zog daraufhin 1964 von München nach Rom, um im internationalen Filmgeschäft Fuß zu fassen. 1970 ging Brühl in die USA, wo sie in Las Vegas mit Sammy Davis junior und anderen amerikanischen Showstars auftrat. Dort erhielt sie auch zahlreiche Engagements in Fernsehproduktionen, unter anderem in Columbo in der Episode Schach dem Mörder (1973), und spielte unter der Regie von Clint Eastwood in der Kino-Produktion Im Auftrag des Drachen. Im Januar 1980 war sie in einer Ausgabe des Playboy zu sehen. Anfang der 1980er Jahre kehrte Brühl endgültig nach Deutschland zurück.

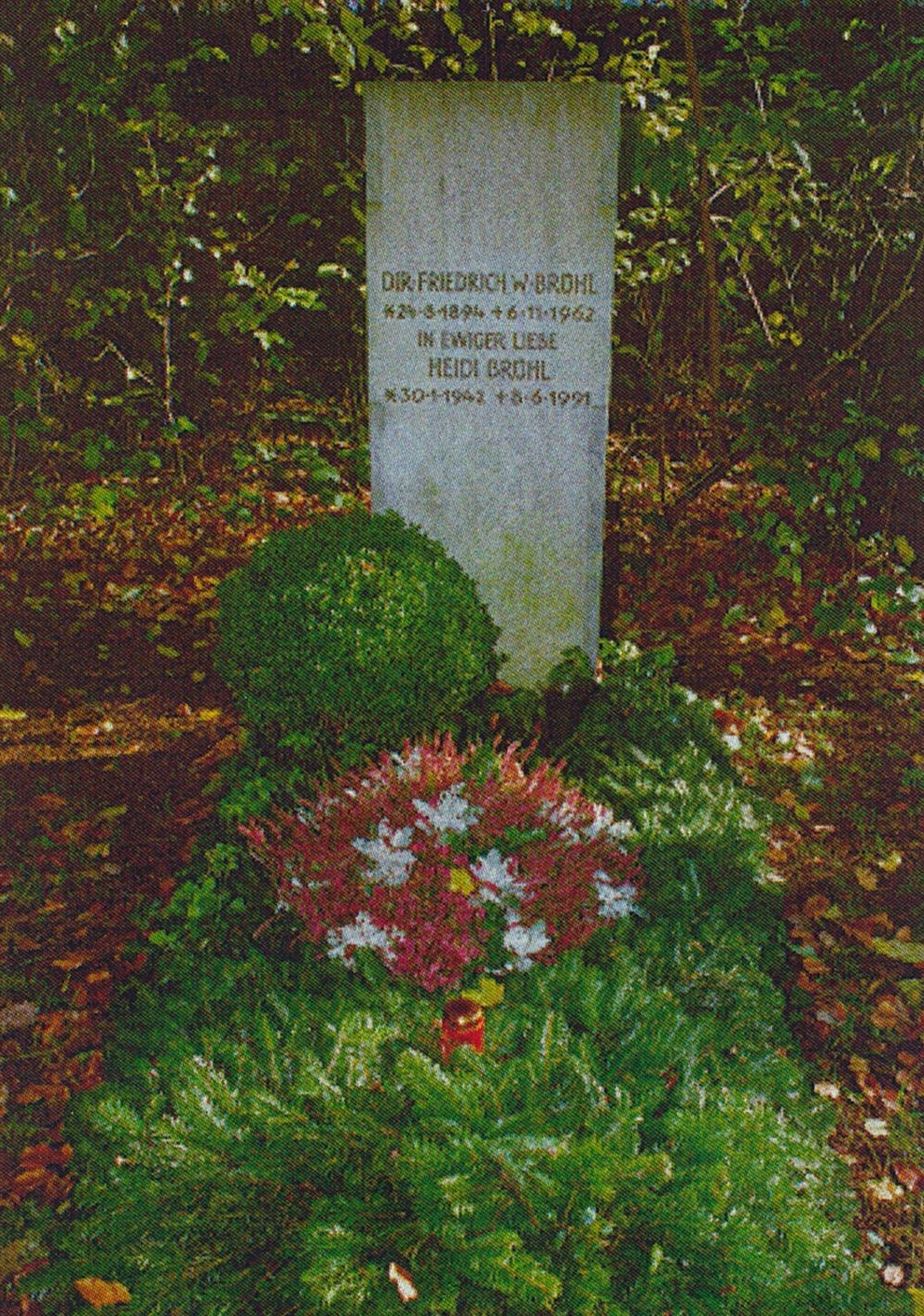
Grabstätte von Heidi Brühl auf dem Münchener Waldfriedhof

## Privatleben
In den 1960er Jahren war Brühl mit dem zu dieser Zeit verheirateten Regisseur Michael Pfleghar liiert, der sich wenige Wochen nach ihrem Tod im Juni 1991 das Leben nahm.
1964 heiratete sie den US-amerikanischen Schauspieler Brett Halsey. Aus der Ehe gingen die beiden Kinder Clayton Alexander Halsey (* 1967), der als Schauspieler, Editor und Off-Stimme von Big Brother in den USA tätig war, und Nicole Brühl (* 1970) hervor. Die Ehe wurde 1976 geschieden.
Noch vor der Jedermann-Theaterpremiere in Berlin starb Brühl am 8. Juni 1991 nach einer Krebsoperation wegen Brustkrebs im Alter von 49 Jahren an Herz- und Kreislaufversagen. Der Krebs war bereits vier Jahre zuvor erkannt worden, woraufhin der behandelnde Arzt Heidi Brühl eine Brustamputation empfahl, was die Schauspielerin jedoch abgelehnt hatte. Sie wurde auf dem Münchener Waldfriedhof (Grab 142e-UW-31) beigesetzt.

## Diskografie

### Vinyl-Singles
| A/B-Seite                                                                                           | Katalog-Nr.   | Veröffentlichung |
| --------------------------------------------------------------------------------------------------- | ------------- | ---------------- |
| | Philips       |                  |
| Chico chico Charlie (Peek-A-Booin’) / Luna lunalu, lieber Mond                                      | 345150        | Juni 1959        |
| So müssen Teenager sein / Oh, wie ist das Leben schön (Heidi Fischer & Claus Herwig = Teddy Parker) | 345159        | Juli 1959        |
| Immer, wenn du bei mir bist / Wir werden uns finden                                                 | 345160        | Juli 1959        |
| Mister Love / Sag mir leis’ „Je T’aime“                                                             | 345188        | November 1959    |
| Ich liebe den Mondschein / Geh nicht vorbei                                                         | 345203        | Dezember 1959    |
| Wir wollen niemals auseinandergehn / Mister Love                                                    | 345217        | Februar 1960     |
| Immer will ich dir gehören / Ich bin so – oder so                                                   | 345246        | Oktober 1960     |
| Das kann morgen vorbei sein / Caballero, Caballero                                                  | 345284        | April 1961       |
| Das kann doch nie zu Ende geh’n / Die Hochzeitsmelodie                                              | 345321        | August 1961      |
| Ich hätt getanzt heut Nacht / In der Straße wohnst du                                               | 345355        | Oktober 1961     |
| Es grünt so grün / Wäre das nicht wunderschön (& Ralf Paulsen)                                      | 345336        | Oktober 1961     |
| Sieh mal an / Wer weiß, wer weiß                                                                    | 345370        | März 1962        |
| Bitte spiel nicht mit mir / Tag für Tag bekomme ich drei Rosen                                      | 345394        | Mai 1962         |
| In der Straße wohnst du / Wenn du mir auch noch so schöne Augen machst                              | 345507        | August 1962      |
| Rot wie der Mohn / Hundert Kavaliere                                                                | 345526        | August 1962      |
| Was der Wind erzählt / Okay, Monsieur                                                               | 345553        | Oktober 1962     |
| Marcel / Das große Spiel                                                                            | 345578        | März 1963        |
| Wie wär’s mit Charleston / Geh’ nicht fort                                                          | 345602        | August 1963      |
| Ja Schauspieler sind Schauspieler / Ich hab’ die goldene Sonne und den Silbermond                   | 345613        | Oktober 1963     |
| Verliebt sein, das wäre wundervoll / Denn am Schießeisen beißt keiner an                            | 345614        | Oktober 1963     |
| Du gehst vorbei an mir / Nicht zu groß und nicht zu klein                                           | 345669        | Februar 1964     |
| Hernando’s Hideaway / Ein glückliches Mädchen                                                       | 345752        | August 1964      |
| Einmal sag ich ja / Deine Liebe soll mein zuhause sein                                              | 345769        | Oktober 1964     |
| Da war ein Girl – Da war ein Boy / Es kann schön sein                                               | 345851        | August 1965      |
| Hundert Mann und ein Befehl / Das kann mir keiner nehmen                                            | 345888        | März 1966        |
| Weiter dreht sich unsre Welt / Wann?                                                                | 346017        | Oktober 1966     |
| Hab keine Angst vor Morgen / Deine Welt ist meine Welt                                              | 346040        | Januar 1967      |
| Mein Weg mit dir / Wo ist das Haus                                                                  | 346074        | September 1967   |
| Die Antwort mußt du mir noch geben / Angelo                                                         | 346091        | September 1967   |
| Boom Bang-a-Bang / Der Himmel weint Freudentränen                                                   | 388355        | Januar 1968      |
| La Banda / Bleibe bei mir                                                                           | 384507        | März 1968        |
| La La La / Und mein Zug fährt immer weiter                                                          | 384529        | Juni 1968        |
| La Bambola / Master Jack                                                                            | 384557        | September 1968   |
| Alles verstehen heißt alles verzeih’n / Viva el amor                                                | 384586        | Februar 1969     |
| Ich schließe meine Augen / Träum mit mir in den Tag                                                 | 388414        | November 1969    |
| Regen fällt heute auf die Welt / Was weißt du von meiner Liebe                                      | 6003001       | Januar 1970      |
| Vagabondo / Ich war noch ein Kind                                                                   | 6003057       | Oktober 1970     |
| Der Schlüssel dafür / Das Leben kann so einfach sein                                                | 6003226       | 1972             |
| | Elite Special |                  |
| Sinfonie / Wie ein Tiger auf dem Diwan                                                              | 4117          | 1972             |
| | M Music       |                  |
| Da war meine Liebe schon vorbei / Geh nicht vorbei                                                  | 12953         | 1973             |
| | Electrola     |                  |
| Wenn die Liebe nicht wär’ auf der Welt / Ich liebe dich                                             | 41101         | 1975             |
| | Ariola        |                  |
| Komm, nimm mich / Ein warmer Regen                                                                  | 15730         | 1978             |
| Zärtlichkeit / Dein Leben                                                                           | 102451        | 1980             |
| | Metronome     |                  |
| Mamacita / A Simple Love Song                                                                       | 30525         | 1982             |
| I’m Still in Love with You / You’re the One in My World                                             | 811678        | 1983             |
| | CNR           |                  |
| You are the Part of my Heart / My Child                                                             | 30407         | 1982             |
| No Ties No Tears / Please Remember                                                                  | 30448         | 1982             |
| | RCA           |                  |
| This Time / Fooling Around (& John James)                                                           | 69249         | 1984             |
| | Polydor       |                  |
| Sun in Your Heart / Sun in Your Heart (instrum.)                                                    | 889268        | 1989             |
| Kalt oder heiß / Sei einfach da                                                                     | 877708        | August 1990      |
| Weil’s aus Liebe war / Mehr will ich nicht von dir                                                  | 865042        | 1991             |

### Vinyl-Alben
| Titel                                   | Label           | Veröffentlichung |
| --------------------------------------- | --------------- | ---------------- |
| Annie Get Your Gun – Annie Schiess Los! | Philips 620201  | 1963             |
| Verliebt wie du und ich                 | UA 15529        | 1965             |
| Meine Welt                              | Philips 843961  | 1967             |
| Wir wollen niemals auseinandergehn      | Fontana 701638  | 1968             |
| Träume mit mir in den Tag               | Philips 844 395 | 1969             |
| Think of Me                             | Metronome 60520 | 1982             |

### Compact Discs
| Titel                                | Label          | Veröffentlichung |
| ------------------------------------ | -------------- | ---------------- |
| Weil’s aus Liebe war                 | Polydor 511174 | 1991             |
| Wir wollen niemals auseinander geh’n | Bear Family    | 2000             |
| Try to Remember                      | Bear Family    | 2007             |
| Ich bin so oder so                   | Universal      | 2011             |

## Chartplatzierungen

### Alben
| Jahr | Titel                                   | Höchstplatzierung, Gesamtwochen, AuszeichnungChartsChartplatzierungen (Jahr, Titel, Platzierungen, Wochen, Auszeichnungen, Anmerkungen) | Anmerkungen |
| Jahr | Titel                                   | DE | Anmerkungen |
| ---- | --------------------------------------- | --- | ----------- |
| 1963 | Annie Get Your Gun – Annie schiess los! | DE6 (48 Wo.)DE |             |

### Singles

Erster Erfolg:
Chico chico Charlie
auf Philips 345150

| Jahr | Titel Album                          | Höchstplatzierung, Gesamtwochen, AuszeichnungChartsChartplatzierungen (Jahr, Titel, Album, Platzierungen, Wochen, Auszeichnungen, Anmerkungen) | Anmerkungen |
| Jahr | Titel Album                          | DE | Anmerkungen |
| ---- | ------------------------------------ | --- | ----------- |
| 1959 | Chico chico Charlie –                | DE5 (24 Wo.)DE |             |
| 1959 | Immer wenn du bei mir bist –         | DE38 (16 Wo.)DE |             |
| 1959 | Wir werden uns finden –              | DE20 (8 Wo.)DE |             |
| 1960 | Mister Love –                        | DE26 (8 Wo.)DE |             |
| 1960 | Wir wollen niemals auseinandergehn – | DE1 Gold · (32 Wo.)DE |             |
| 1960 | Ich liebe den Mondschein –           | DE48 (4 Wo.)DE |             |
| 1960 | Immer will ich dir gehören –         | DE23 (12 Wo.)DE |             |
| 1961 | Das kann morgen vorbei sein –        | DE14 (16 Wo.)DE |             |
| 1961 | Die Hochzeitsmelodie –               | DE24 (8 Wo.)DE |             |
| 1962 | Bitte spiel nicht mit mir –          | DE29 (8 Wo.)DE |             |
| 1962 | Tag für Tag bekomme ich drei Rosen – | DE15 (8 Wo.)DE |             |
| 1963 | Marcel –                             | DE36 (4 Wo.)DE |             |
| 1966 | Hundert Mann und ein Befehl –        | DE8 (14 Wo.)DE |             |
| 1967 | Mein Weg mit dir –                   | DE33 (2 Wo.)DE |             |
| 1981 | You Are a Part of My Heart –         | DE45 (9 Wo.)DE |             |

## Filmografie

### Kino
- 1954: Der letzte Sommer
- 1954: Heideschulmeister Uwe Karsten
- 1955: Die Mädels vom Immenhof
- 1955: Roman einer Siebzehnjährigen
- 1956: Hochzeit auf Immenhof
- 1957: Ferien auf Immenhof
- 1957: Bekenntnisse des Hochstaplers Felix Krull
- 1957: Vater, unser bestes Stück
- 1957: Die Frühreifen
- 1958: Man ist nur zweimal jung
- 1958: Solang’ die Sterne glüh’n (Zirkuskinder)
- 1958: Ooh … diese Ferien
- 1958: Ohne Mutter geht es nicht
- 1959: Laß mich am Sonntag nicht allein
- 1959: Verbrechen nach Schulschluß
- 1959: 2 x Adam, 1 x Eva
- 1959: Der Schäfer vom Trutzberg
- 1960: Schlagerparade 1960
- 1960: Schlager-Raketen
- 1960: Immer will ich dir gehören
- 1960: Der Held meiner Träume
- 1960: Freddy und die Melodie der Nacht
- 1961: Eine hübscher als die andere
- 1962: Kapitän Sindbad (Captain Sindbad)
- 1962: Der Zigeunerbaron
- 1973: Die Zwillinge vom Immenhof
- 1974: How to seduce a woman
- 1974: Frühling auf Immenhof
- 1975: Im Auftrag des Drachen
- 1977: Das Gesetz des Clans
- 1984: Die unendliche Geschichte (Stimme des Südlichen Orakels)
- 1990: Kuck mal, wer da spricht 2 (dt. Synchronstimme von Kirstie Alley)

### Fernsehen (Auswahl)
- 1969: Ein Walzertraum (Operette)
- 1970: Dem Täter auf der Spur – Schlagzeile: Mord
- 1971: Olympia – Olympia
- 1973: Columbo: Schach dem Mörder (The Most Dangerous Match)
- 1974: Tatort: Playback oder die Show geht weiter
- 1979: Locker vom Hocker
- 1980: Hollywood, ich komme
- 1982: Ehe oder Liebe
- 1984: Ein Fall für zwei – Chemie eines Mordes (Staffel 4, Folge 4)
- 1985: Ein Heim für Tiere – Folge 9 (Rikki) und 10 (Hasso)
- 1985: Berliner Weiße mit Schuß – Hannibal ante portas (Staffel 1, Folge 3)
- 1985: Der Alte – Die Angst des Apothekers (Folge 98)
- 1987: Praxis Bülowbogen (6 Folgen)
- 1987: Ein Fall für zwei – Irgendwann... (Staffel 7, Folge 4)
- 1988: Im Schatten der Angst
- 1990: Hotel Paradies
- 1991: Zwei Schlitzohren in Antalya (10 Folgen)

## Fernsehsendungen und Shows (Auswahl)
- 1959: Sind Sie frei, Fräulein?
- 1963: Lieben Sie Show …?
- 1963: Hotel Victoria
- 1966: Mit 30 Schlagern um die Welt
- 1966: Die Rudi Carrell Show
- 1968: Pauls Party
- 1968: Ab morgen haben wir Humor (31. Dezember 1968)
- 1972: Die Heidi Brühl Show (WDR, 26. Juni 1972)
- 1973: Hätten Sie heut' Zeit für mich
- 1975: Musik ist Trumpf
- 1975: Dalli Dalli
- 1976: Musik ist Trumpf (17. April 1976)
- 1976: Am laufenden Band (Folge 23 vom 25. September 1976)
- 1976: Großes Glück zu kleinen Preisen (28. Dezember 1976)
- 1976/77: 8×1 in Noten
- 1977: Ein Clown ging übern Broadway (13. Oktober 1977)
- 1979: Träume kann man nicht verbieten (13. Januar 1979)
- 1979: Auf Los gehts los
- 1979: Die Pyramide
- 1981: So schön wie heut’, so müßt’ es bleiben (12. November 1981, Duett mit Roy Black)
- 1982: Mit Musik geht alles besser (27. Mai 1982)
- 1982: Super-Hitparade (18. November 1982)
- 1984: Ein Abend im 3/4 Takt
- 1985: Melodien für Millionen (Folge 1 vom 2. Februar 1985)
- 1986: Dall-As
- 1990/91: Mini Playback Show (ab Folge 1 vom 31. Dezember 1990, Jury: Roberto Blanco, Heidi Brühl, Hans Kraus)

sowie:
- Zum Blauen Bock
- Aktuelle Schaubude
- Disco
- Musikladen
- Stars in der Manege

## Hörspiel
- 1959: Paul Temple und der Conrad-Fall (1. Teil: Ein Herr kommt aus München), Bayerischer Rundfunk
- 1959: Paul Temple und der Conrad-Fall (2. Teil: Ein merkwürdiger Patient), Bayerischer Rundfunk
- 1959: Paul Temple und der Conrad-Fall (3. Teil: Später Besuch), Bayerischer Rundfunk

## Auszeichnungen
- 1960: Goldene Schallplatte für Wir wollen niemals auseinandergehn
- 1960: Bravo Otto in Bronze
- 1961: Goldener Bildschirm
- 1961: Bravo Otto in Silber
- 1964: Goldener Bildschirm
- 1977: Goldener Nürnberger Trichter der Nürnberger Trichter Karnevalsgesellschaft

## Autobiografie
- Eine kühle Blonde, bitte. Erinnerungen eines bisweilen unvorsichtigen Mädchens. Molden, Wien 1976, ISBN 3-217-00758-1.